# ФКМ Унгень
ФКМ Унгень (рум. FCM Ungheni) — молдавский футбольный клуб из города Унгены.

## История
Команда была основана в 2000 году предпринимателями из Унген. В сезонах 2000/01—2004/05 выступала в зоне «Север» третьего молдавского дивизиона — дивизиона «Б».
Перед сезоном 2003/04 команда перешла под управление бизнесмена и политика Геннадия Митрюка, который переименовал её в «Спартак». Через год клуб возглавил Валерий Чобану, команда была переименована в «Молдова-03».
В сезоне 2004/05 «Молдова-03» заняла 3-е место в зоне дивизиона «Б» и со следующего сезона стала выступать в дивизионе «А». В первенстве команда провела 6 лет, занимая места с 12-го по 16-е.
В сезоне 2007/08 клуб носил название FCM Ungheni, в сезонах 2008/09—2010/11 — «Олимп». В сезоне 2011/12 команда под названием «Молдова-03» играла в зоне «Север» дивизиона «Б», после чего прекратила существование.
Воссоздан в 2017 году под названием FCM Ungheni.
С 2012 года в городе существует ФК «Унгень» (участвовал в первенстве и кубке Молдовы в сезонах 2013/14—2019, в сезоне-2016/17 — в высшем дивизионе), а ранее, с 1954 по 1997 годы, существовал ФК «Аттила» (до сезона-1995/96 — «Локомотив», «Делия», в сезоне-1996/97 играл в высшем молдавском дивизионе).